# Alice Aycock
Alice Aycock, née le 20 novembre 1946 à Harrisburg (Pennsylvanie), est une sculptrice et artiste américaine.
Elle a été l'une des premières artistes du land art dans les années 1970 et a créé de nombreuses sculptures en métal de grand format dans le monde entier. Les dessins et sculptures de fantasmes architecturaux et mécaniques d'Aycock combinent logique et imagination, mêlant science et foi.